# Noonilla
Noonilla – rodzaj mrówek z podrodziny Leptanillinae. Obejmuje 1 opisany gatunek.

## Gatunki
- Noonilla copiosa Petersen, 1968